# Адміністративний поділ Варшави

Поділ Варшави на дільниці, чинний з 2002 року

Чинний адміністрати́вний по́діл Варша́ви було затверджено «Уставою про устрій Столичного Міста Варшави» від 15 березня 2002 року. Цією уставою, зокрема, було визначено, що Варшава є гміною, яка має статус міського повіту у Мазовецькому воєводстві і ділиться на 18 дільниць.

## Історія
У період з 1990 по 1994 Варшава була поділена на сім (з 1993 на вісім) дільниць-гмін, які мали статус гмін, але називалися дільницями. Адміністративна реформа 1994 року збільшила кількість варшавських гмін до одинадцяти. Наступні зміни було здійснено 2002 року, коли замість колишніх гмін Варшави, а також гміни Весола та дільниць гміни Варшава-Центр, було утворено 18 дільниць міста.
| Адміністративний поділ Варшави                                                                          | Адміністративний поділ Варшави                                                                                                | Адміністративний поділ Варшави |
| 1990—1994 (дільниці)                                                                                    | 1994—2002 (гміни) | з 2002 (дільниці) |
| --- | --- | --- |
| 1. Воля 2. Жолібож 3. Мокотув 4. Охота 5. Прага-Полуднє 6. Прага-Пулноц 7. Середмістя 8. Урсус (з 1993) | 1. Беляни 2. Бемово 3. Бялоленка 4. Вавер 5. Вілянув 6. Влохи 7. Рембертув 8. Варшава-Центр 9. Таргувек 10. Урсинув 11. Урсус | 1. Беляни 2. Бемово 3. Бялоленка 4. Вавер 5. Весола 6. Вілянув 7. Влохи 8. Воля 9. Жолібож 10. Мокотув 11. Охота 12. Прага-Полуднє 13. Прага-Пулноц 14. Рембертув 15. Середмістя 16. Таргувек 17. Урсинув 18. Урсус |

## Статистика
Станом на 1 січня 2021 року у Варшаві найбільшою за площею була дільниця Вавер, за кількістю населення — Мокотув.
| Населення Варшави за дільницями | Населення Варшави за дільницями | Населення Варшави за дільницями | Населення Варшави за дільницями | Населення Варшави за дільницями | Населення Варшави за дільницями | Населення Варшави за дільницями | Населення Варшави за дільницями | Населення Варшави за дільницями | Населення Варшави за дільницями | Населення Варшави за дільницями | Населення Варшави за дільницями | Населення Варшави за дільницями | Населення Варшави за дільницями | Населення Варшави за дільницями |
| №                               | Назва дільниці                  | Оригінальна назва               | Карта                           | Площа, км²                      | Населення                       | Населення                       | Населення                       | Населення                       | Населення                       | Густота, осіб/км²               | Густота, осіб/км²               | Густота, осіб/км²               | Густота, осіб/км²               | Густота, осіб/км²               |
| №                               | Назва дільниці                  | Оригінальна назва               | Карта                           | Площа, км²                      | 2002                            | 2010                            | 2014                            | 2017                            | 2020                            | 2002                            | 2010                            | 2014                            | 2017                            | 2020                            |
| ------------------------------- | ------------------------------- | ------------------------------- | ------------------------------- | ------------------------------- | ------------------------------- | ------------------------------- | ------------------------------- | ------------------------------- | ------------------------------- | ------------------------------- | ------------------------------- | ------------------------------- | ------------------------------- | ------------------------------- |
| 1                               | Беляни                          | Bielany                         |                                 | 32                              | 137 730                         | 133 448                         | 131 934                         | 131 957                         | 131 592                         | 4 304                           | 4 170                           | 4 080                           | 4 080                           | 4 069                           |
| 2                               | Бемово                          | Bemowo                          |                                 | 25                              | 104 677                         | 114 899                         | 118 057                         | 120 449                         | 125 119                         | 4 187                           | 4 596                           | 4 732                           | 4 828                           | 5 015                           |
| 3                               | Бялоленка                       | Białołęka                       |                                 | 73                              | 59 892                          | 92 768                          | 109 062                         | 116 127                         | 129 106                         | 820                             | 1 271                           | 1 493                           | 1 590                           | 1 768                           |
| 4                               | Вавер                           | Wawer                           |                                 | 80                              | 62 480                          | 71 080                          | 72 921                          | 74 932                          | 78 244                          | 781                             | 889                             | 915                             | 940                             | 982                             |
| 5                               | Весола                          | Wesoła                          |                                 | 23                              | 17 937                          | 23 063                          | 24 073                          | 24 811                          | 25 798                          | 780                             | 1 003                           | 1 049                           | 1 082                           | 1 125                           |
| 6                               | Вілянув                         | Wilanów                         |                                 | 37                              | 13 867                          | 20 990                          | 30 703                          | 35 170                          | 42 134                          | 375                             | 567                             | 836                             | 958                             | 1 147                           |
| 7                               | Влохи                           | Włochy                          |                                 | 29                              | 39 223                          | 39 929                          | 39 940                          | 41 423                          | 43 613                          | 1 353                           | 1 377                           | 1 395                           | 1 447                           | 1 523                           |
| 8                               | Воля                            | Wola                            |                                 | 19                              | 147 888                         | 137 288                         | 138 462                         | 138 508                         | 141 407                         | 7 784                           | 7 226                           | 7 189                           | 7 191                           | 7 342                           |
| 9                               | Жолібож                         | Żoliborz                        |                                 | 9                               | 51 410                          | 47 834                          | 49 056                          | 50 825                          | 52 792                          | 5 712                           | 5 315                           | 5 792                           | 6 001                           | 6 233                           |
| 10                              | Мокотув                         | Mokotów                         |                                 | 35                              | 233 467                         | 224 667                         | 218 911                         | 217 815                         | 218 265                         | 6 670                           | 6 419                           | 6 180                           | 6 149                           | 6 162                           |
| 11                              | Охота                           | Ochota                          |                                 | 10                              | 93 608                          | 88 864                          | 84 280                          | 83 592                          | 82 484                          | 9 361                           | 8 886                           | 8 671                           | 8 600                           | 8 486                           |
| 12                              | Прага-Полуднє                   | Praga-Południe                  |                                 | 22                              | 188 504                         | 181 990                         | 178 309                         | 178 447                         | 180 789                         | 8 568                           | 8 272                           | 7 967                           | 7 974                           | 8 078                           |
| 13                              | Прага-Пулноц                    | Praga-Północ                    |                                 | 11                              | 74 949                          | 71 009                          | 67 279                          | 65 904                          | 63 481                          | 6 814                           | 6 455                           | 5 891                           | 5 771                           | 5 559                           |
| 14                              | Рембертув                       | Rembertów                       |                                 | 19                              | 21 596                          | 23 432                          | 23 812                          | 24 105                          | 24 513                          | 1 137                           | 1 233                           | 1 234                           | 1 249                           | 1 270                           |
| 15                              | Середмістя                      | Śródmieście                     |                                 | 16                              | 137 985                         | 124 607                         | 120 091                         | 118 301                         | 113 713                         | 8 624                           | 7 788                           | 7 713                           | 7 598                           | 7 303                           |
| 16                              | Таргувек                        | Targówek                        |                                 | 24                              | 123 662                         | 123 473                         | 123 677                         | 123 535                         | 124 992                         | 5 153                           | 5 145                           | 5 106                           | 5 101                           | 5 161                           |
| 17                              | Урсинув                         | Ursynów                         |                                 | 44                              | 135 966                         | 149 837                         | 148 385                         | 149 843                         | 151 304                         | 3 090                           | 3 405                           | 3 389                           | 3 422                           | 3 455                           |
| 18                              | Урсус                           | Ursus                           |                                 | 9                               | 43 353                          | 51 220                          | 56 490                          | 58 233                          | 61 312                          | 4 817                           | 5 691                           | 6 035                           | 6 221                           | 6 550                           |

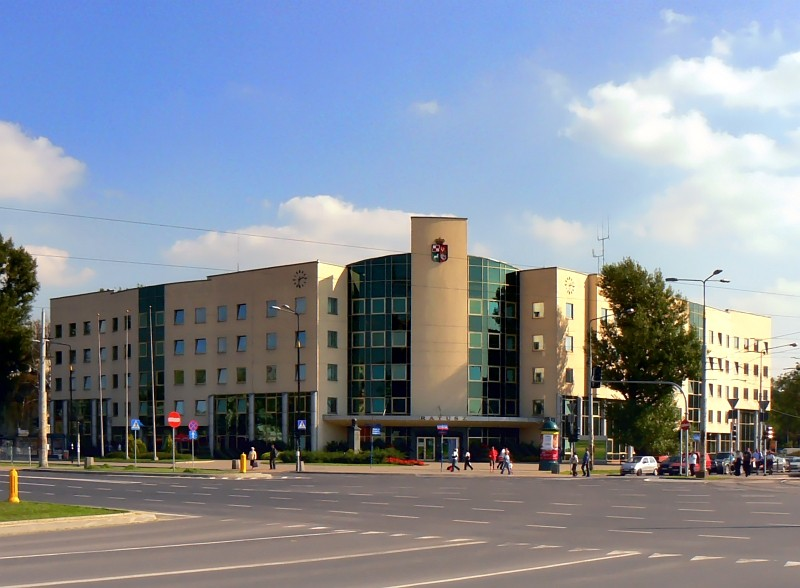
Управління дільниці Бемово
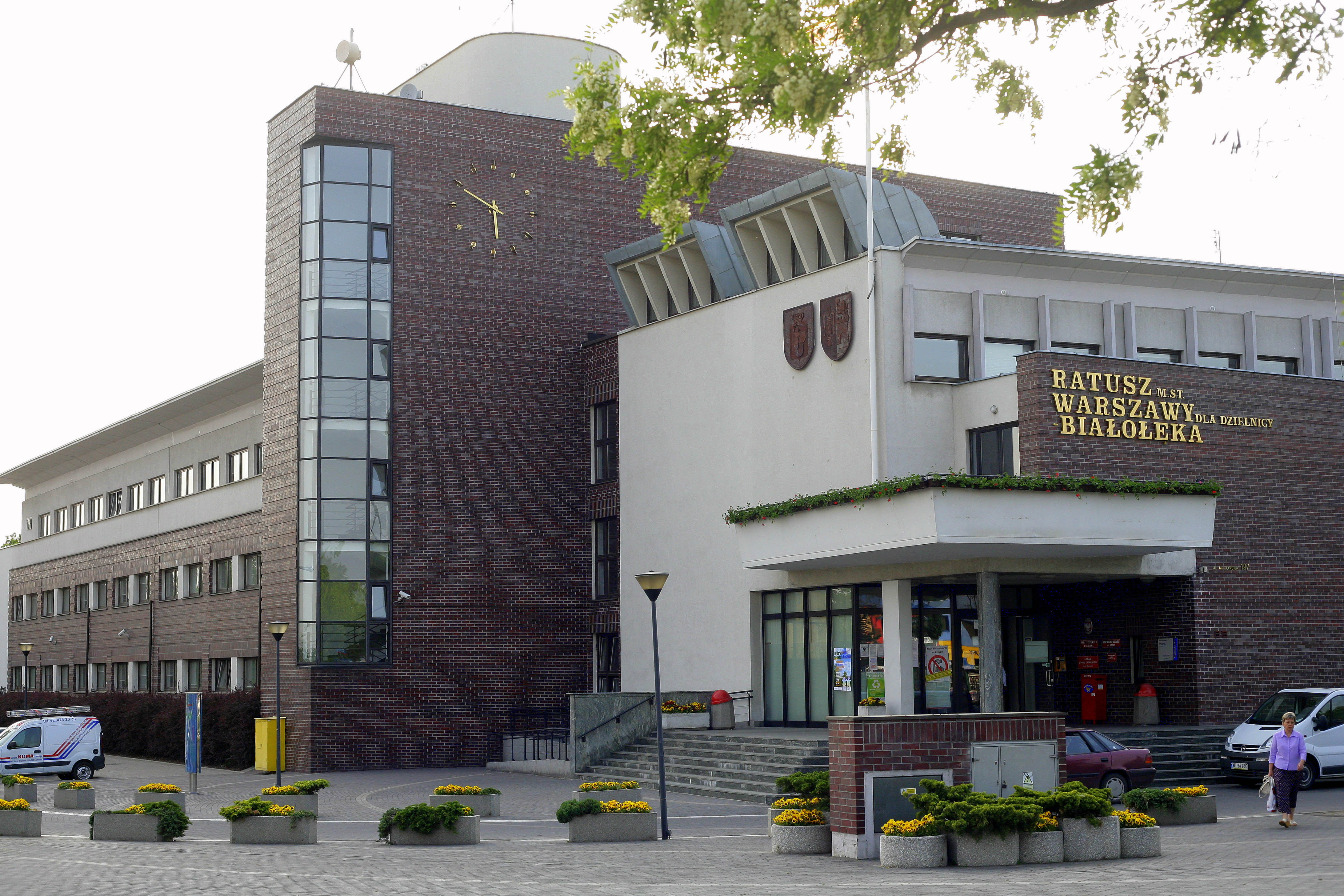
Управління дільниці Бялоленка
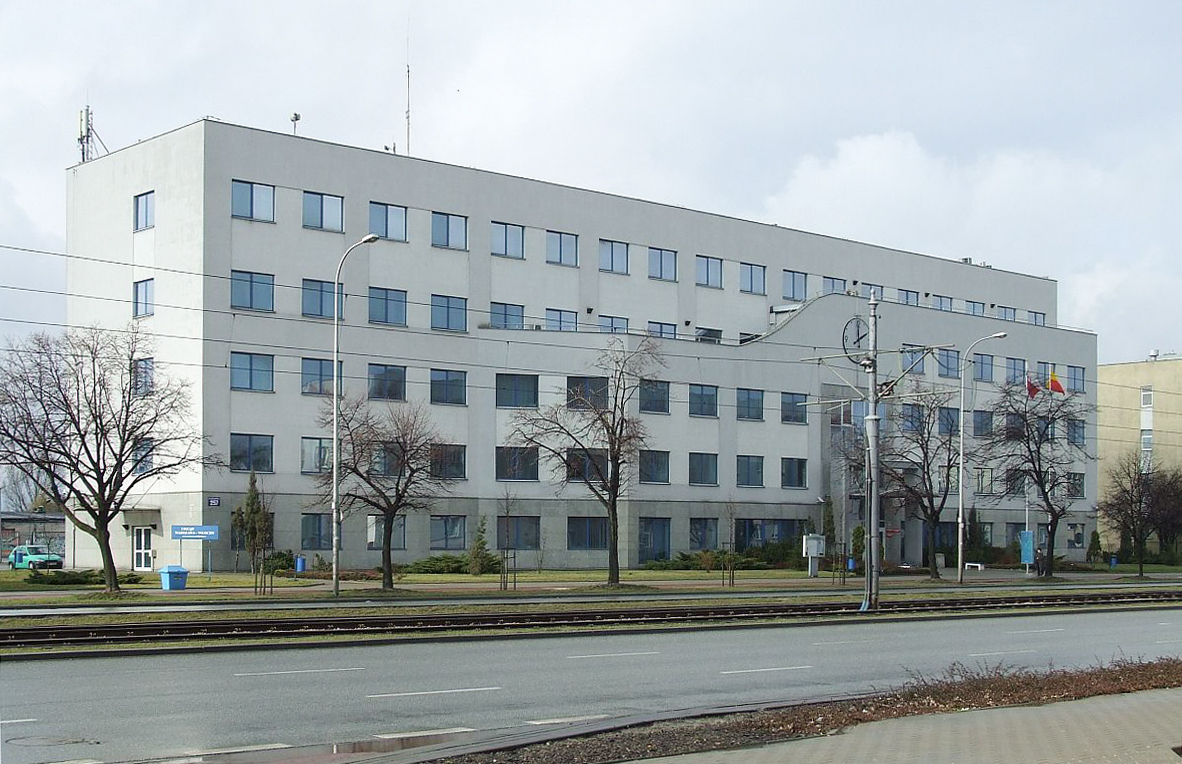
Управління дільниці Влохи
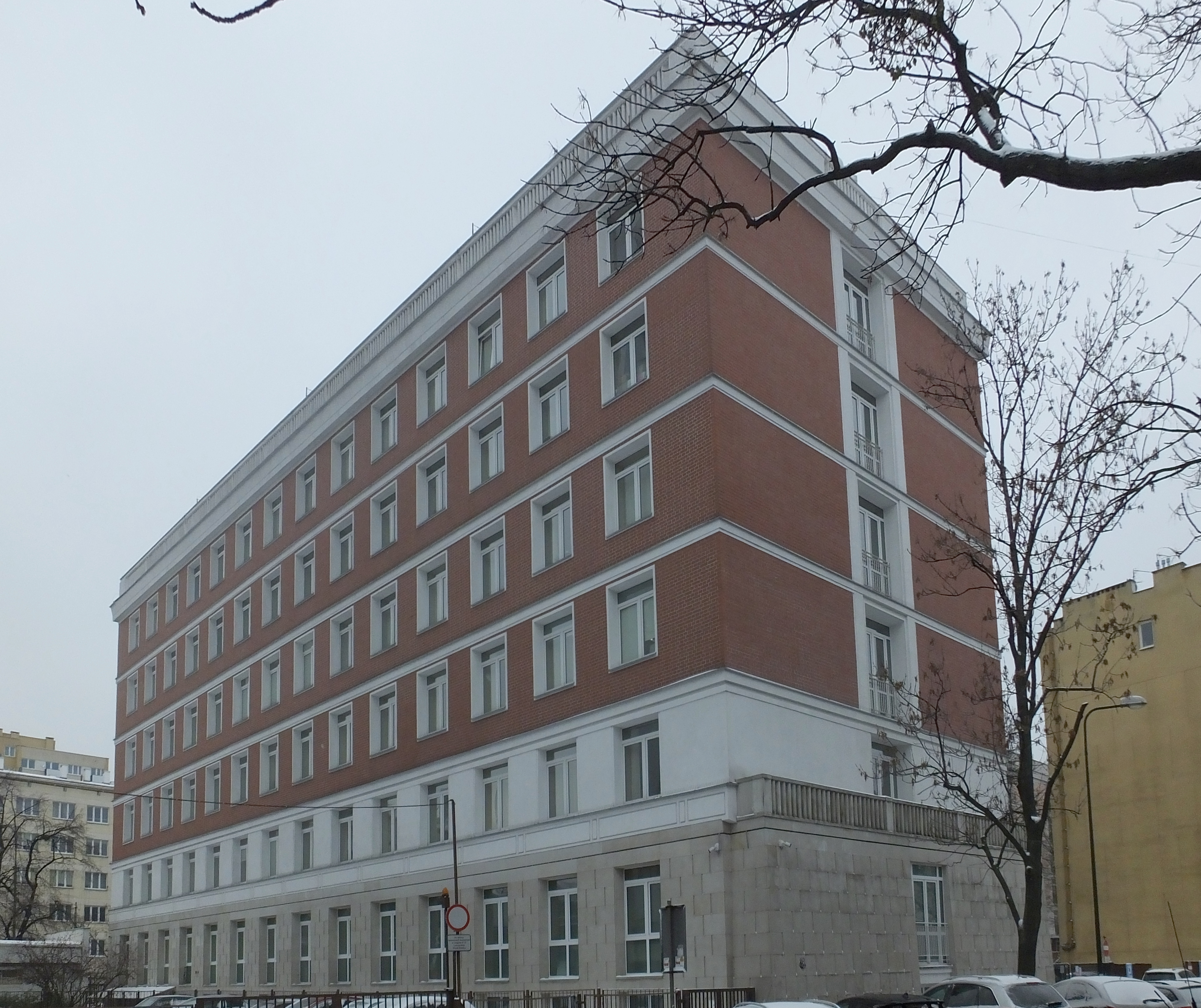
Управління дільниці Охота
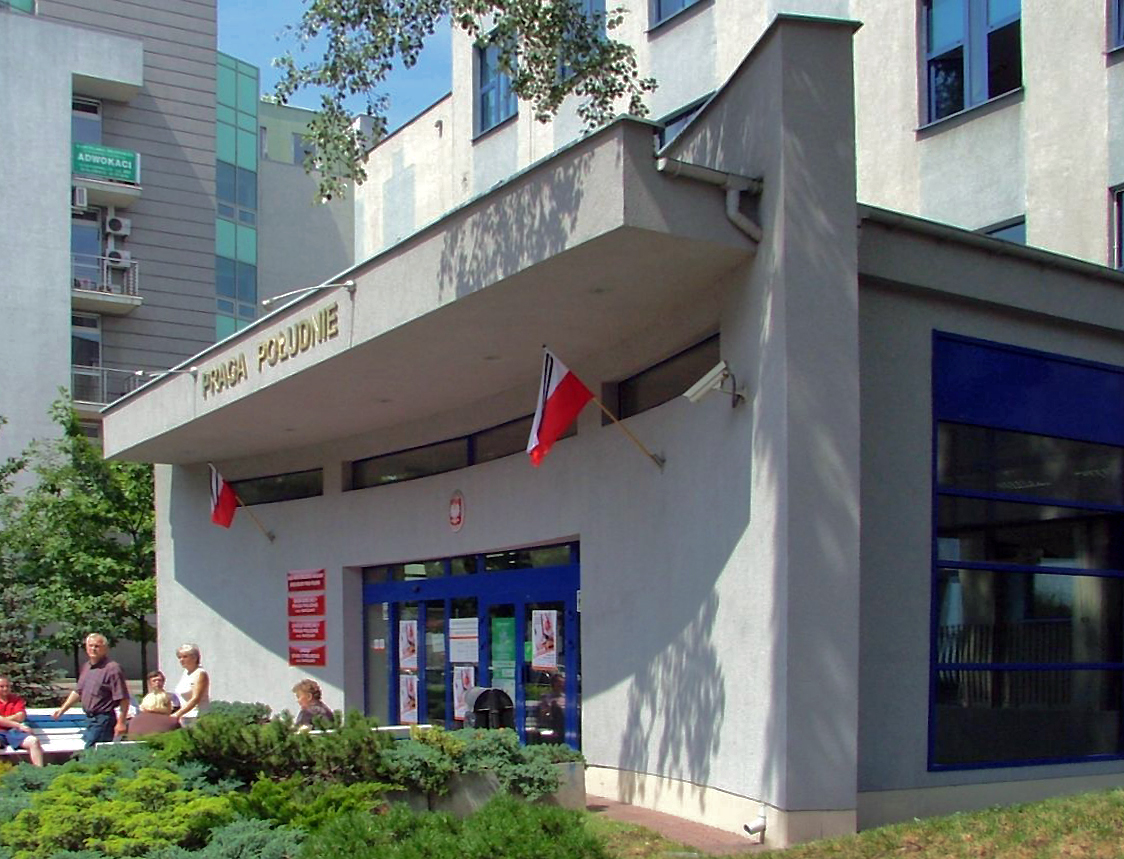
Управління дільниці Прага-Полуднє
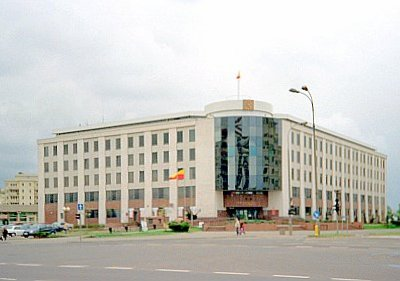
Управління дільниці Таргувек
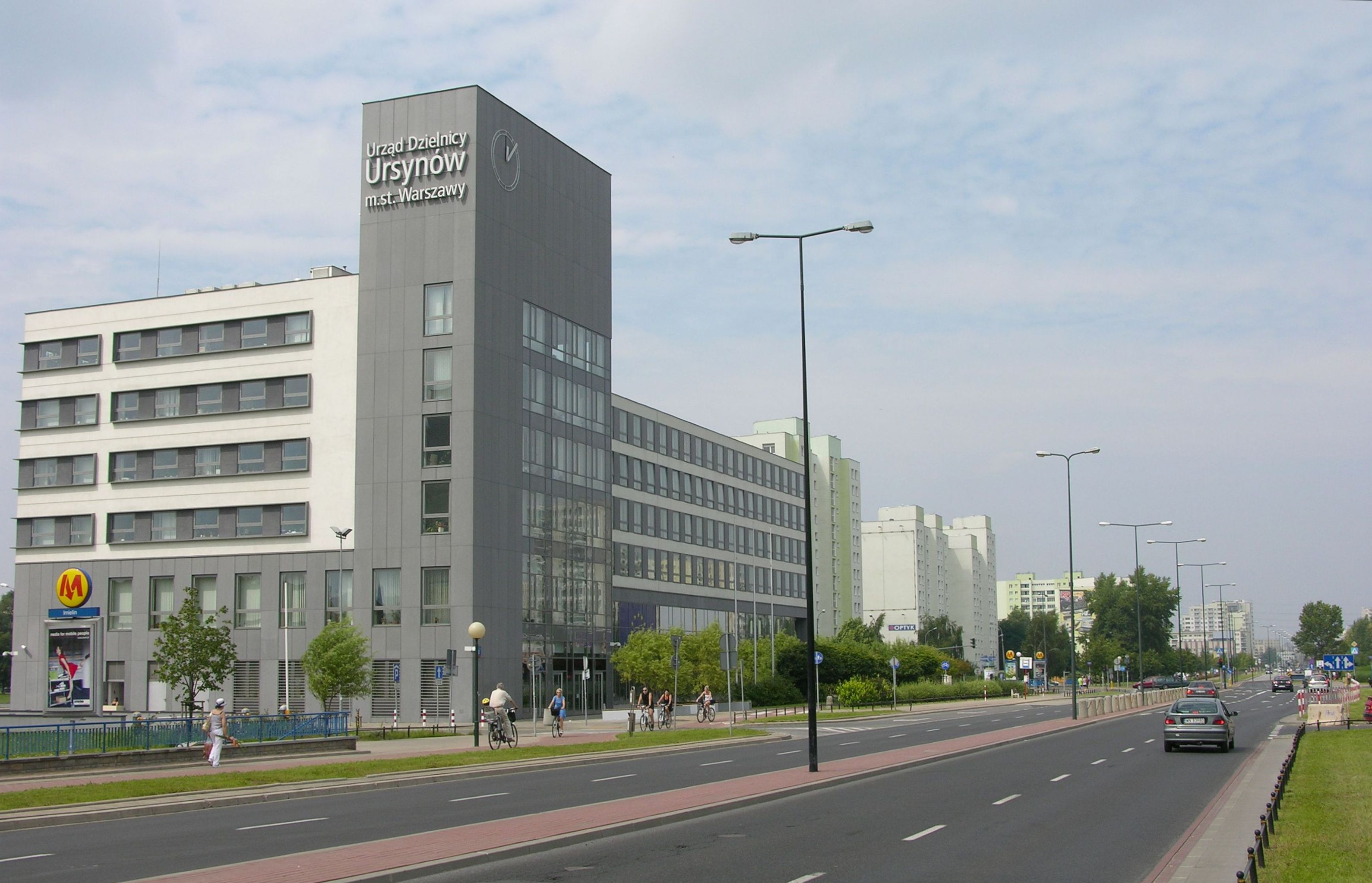
Управління дільниці Урсинув
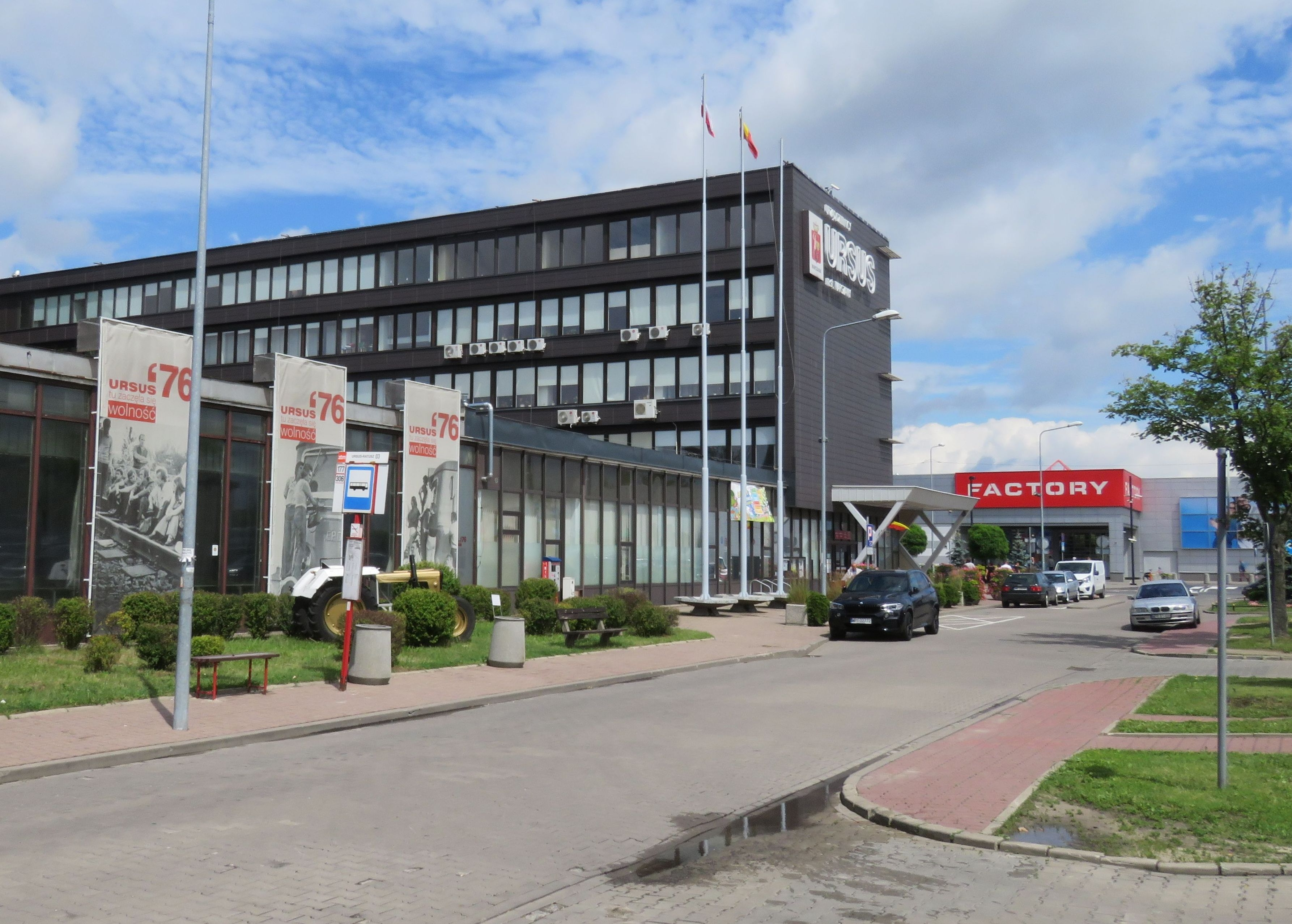
Управління дільниці Урсус